# Ключ 194
Ключ 194 (иер. 鬼) со значением «призрак» — сто девяносто четвёртый из 214 иероглифических ключей традиционного списка, используемых при написании иероглифов. Также один из восьми иероглифических ключей, которые состоят из 10 штрихов.

## Примеры иероглифов
| Доп. черты | Иероглифы         |
| ---------- | ----------------- |
| 0          | 鬼                |
| 3          | 鬽                |
| 4          | 鬾 鬿 魀 魁 魂    |
| 5          | 魃 魄 魅 魆       |
| 6          | 魇                |
| 7          | 魈 魉             |
| 8          | 魊 魋 魌 魍 魎 魏 |
| 10         | 魐                |
| 11         | 魑 魒 魓 魔       |
| 12         | 魕 魖             |
| 14         | 魗 魘 魙          |

- Примечание: Ваш браузер может отображать иероглифы неправильно.